# Giacomo Biffi
Giacomo Biffi (Milán, 13 de junio de 1928 - Bolonia, 11 de julio de 2015) fue un cardenal italiano de la Iglesia católica. Era el arzobispo emérito de la arquidiócesis de Bolonia, habiendo servido como arzobispo de 1984 a 2003. Fue elevado a cardenal por el papa Juan Pablo II en 1985.

## Biografía
Biffi nació en Milán y estudió en el Seminario de la misma ciudad. Fue ordenado presbítero por el cardenal Alfredo Ildefonso Schuster O.S.B. el 23 de diciembre de 1950. De 1951 a 1960 enseñó Teología dogmática en el Seminario de Milán y publicó numerosos trabajos de teología, catequesis y meditación cristiana. Recibió un doctorado en teología por la Facultad de Teología de Venegono en 1955. Su tesis fue titulada La colpa e la libertà nell'odierna condizione umana.
Entre 1960 y 1975 sirvió como párroco en la arquidiócesis de Milán en diferentes parroquias. En la arquidiócesis también sirvió como ministro de cultura y director del Instituto Lombardo de Pastoral y la Comisión para el Rito Ambrosiano.
El 7 de diciembre de 1975 el papa Pablo VI lo nombró obispo auxiliar de Milán.
El 19 de abril de 1984 fue nombrado arzobispo de Bolonia. Creado y proclamado cardenal por el papa Juan Pablo II en el consistorio del 25 de mayo de 1985, con el título de Santos Juan Evangelista y Petronio.
Durante la Cuaresma de 1989 fue llamado a predicar los ejercicios espirituales para la Curia Romana en la que el papa Juan Pablo II tomó parte. Una vez más, durante la Cuaresma de 2007 predicó los ejercicios espirituales para la Curia Romana en presencia del papa Benedicto XVI.
En 1993 recibió el Premio Internacional a la Cultura Católica.
El 16 de diciembre de 2003 fue aceptada su renuncia al gobierno pastoral de la archidiócesis, por motivo de edad.
Murió el 11 de julio de 2015 en una clínica de Bolonia, después de un largo período de hospitalización.
El funeral tuvo lugar el 14 de julio a las 10.30 horas en la Catedral de Bolonia. La liturgia fúnebre estuvo presidida por el cardenal Carlo Caffarra, su sucesor. Luego, el cuerpo fue enterrado en la cripta de la catedral.